# アンリ2世 (ブラバント公)
アンリ2世（Henri II de Brabant, 1207年 - 1248年2月1日）は、ブラバント公（在位：1235年 - 1248年）。

## 生涯
父はブラバント公アンリ1世、母はブローニュ伯マチューと女伯マリーの娘マティルド。ローマ皇帝フリードリヒ2世の対立王に擁立されたテューリンゲン方伯ハインリヒ・ラスペは婿、ホラント伯ウィレム2世は甥にあたる。
姉マティルドの息子ウィレム2世がローマ王選挙に立候補した際に、アンリ2世はウィレム2世を支持した。
アンリ2世は1248年2月1日にルーヴェンにおいて死去した。

## 子女
1215年、ローマ王フィリップの娘マリアと結婚、6人の子を儲けた。
1. フィリップ[2] - 早世
2. マティルド（1224年 - 1288年）[2] - 1237年6月14日にコンピエーニュにおいてアルトワ伯ロベール1世と結婚[3]、後にサン＝ポル伯ギー3世と再婚。
3. ベアトリス（1225年 - 1288年） - 1241年3月10日にクロイツブルクにおいてテューリンゲン方伯、対立ローマ王ハインリヒ・ラスペと結婚[4]、1247年11月にルーヴェンにおいてフランドル伯ギヨーム2世と再婚。
4. マリー（1226年 - 1256年） - 上バイエルン公兼ライン宮中伯ルートヴィヒ2世と結婚したが、ドナウヴェルトで姦通罪で処刑された。
5. マルグリット（1227年 - 1277年） - ヴァルデュック女子修道院長
6. アンリ3世（1230年 - 1261年）[2] - ブラバント公

1240年、テューリンゲン方伯ルートヴィヒ4世とエリーザベト・フォン・ウンガルンの娘ゾフィーと再婚、2人の子を儲けた。
1. エリーザベト（1243年 - 1261年） - ブラウンシュヴァイク公アルブレヒト1世と結婚。
2. ハインリヒ1世（1244年 - 1308年） - 1264年より初代ヘッセン方伯[6]。ヘッセン家の祖。